# Système Henry
 (mars 2014).
Si vous disposez d'ouvrages ou d'articles de référence ou si vous connaissez des sites web de qualité traitant du thème abordé ici, merci de compléter l'article en donnant les références utiles à sa vérifiabilité et en les liant à la section « Notes et références ».
Article partiellement traduit de l'anglais : Genealogical numbering systems.
En généalogie, le système Henry est un système de numérotation permettant d'identifier par un numéro de référence unique les descendants d'un ancêtre commun. Ce système est utilisé lorsqu'on établit une généalogie descendante. Ce système a été créé par Reginald Buchanan Henry dans les années 1930.
Dans ce système, l’ancêtre de référence porte le n°1. Son premier enfant le n°11, son deuxième enfant le n° 12, etc. L'aîné du 11 est 111, le suivant 112, et ainsi de suite. Par exemple, 161 est le premier enfant de 16, qui lui-même est le sixième de l'ancêtre commun. 
Dans le système Henry, quand une fratrie compte plus de dix enfants, la lettre X est utilisée pour 10, puis la lettre A pour 11, B pour 12 et ainsi de suite.
Dans le système Henry modifié, les nombres supérieurs à 9 sont placés entre parenthèses. Ainsi 1(14)3 désigne le 3e enfant du 14e enfant de l’ancêtre de référence. Dans le système Henry initial, il serait noté 1D3. 
```
Système Henry
		       
Système Henry modifié

1. Ancêtre de référence               1. Ancêtre de référence 
   11. Enfant		                  11. Enfant
       111. Petit-enfant	              111. Petit-enfant
            1111. Arrière-petit-enfant            1111. Arrière-petit-enfant
            1112. Arrière-petit-enfant            1112. Arrière-petit-enfant
       112. Petit-enfant	              112. Petit-enfant
   12. Enfant		                  12. Enfant
       121. Petit-enfant	              121. Petit-enfant
            1211. Arrière-petit-enfant            1211. Arrière-petit-enfant
            1212. Arrière-petit-enfant            1212. Arrière-petit-enfant
       122. Petit-enfant	              122. Petit-enfant
            1221. Arrière-petit-enfant            1221. Arrière-petit-enfant
       123. Petit-enfant	              123. Petit-enfant
       124. Petit-enfant	              124. Petit-enfant
       125. Petit-enfant	              125. Petit-enfant
       126. Petit-enfant	              126. Petit-enfant
       127. Petit-enfant	              127. Petit-enfant
       128. Petit-enfant	              128. Petit-enfant
       129. Petit-enfant	              129. Petit-enfant
       12X. Petit-enfant	              12(10). Petit-enfant
```

En France, le système Henry a été supplanté dès les années 1940 par la Numérotation d'Aboville. 